# Програма переселення співвітчизників до Росії
Державна програма Російської Федерації зі сприяння добровільному переселенню до Росії співвітчизників, що проживають за межами країни — програма, спрямована на переселення осіб, кваліфікованих як співвітчизники, що опинилися за межами РФ та бажають переселитися в Росію. Прийнята 22 червня 2006 р. Указом № 637 «Про заходи з надання сприяння добровільному переселенню в Російську Федерацію співвітчизників, які проживають за кордоном», яким було затверджено відповідну Державну програму, розраховану на 2006—2012 рр. 14 вересня 2012 року Путіним був підписаний указ, який містить нову редакцію програми та зробив її безстроковою.

## Опис програми
У програмі зі сприяння добровільному переселенню в Російську Федерацію співвітчизників, що проживають за кордоном, станом на 1 січня 2014 року, беруть участь 42 суб'єкти Російської Федерації (Центральний округ; Воронезька, Калузька, Костромська, Курська, Брянська, Липецька, Смоленська, Тверська, Тульська області; Північно-Західний федеральний округ; Республіка Карелія, Ненецький автономний округ, Архангельська, Калінінградська, Мурманська Новгородська, Псковська області;
Південний федеральний округ; Приволзький федеральний округ, республіки Марі Ел, Мордовія; Волгоградська, Нижегородська, Пензенська, Ульяновська, Саратовська області; Уральський федеральний округ; Курганська, Свердловська, Тюменська, Челябінська області, Ханти-Мансійський автономний округ, Ямало-Ненецький АО; Сибірський федеральний округ; Республіка Бурятія, Алтайський, Забайкальський, Красноярський краї, Іркутська, Кемеровська, Новосибірська, Омська області; Далекосхідний федеральний округ; Камчатський, Приморський, Хабаровський краї, Амурська, Магаданська, Сахалінська, Єврейська автономна області).
Консультації та іншу допомогу з участі у програмі надають консульські відділи Посольства Росії та Генеральні консульства Росії.

### Хто може стати учасником програми переселення співвітчизників
1. громадяни Російської Федерації, які постійно проживають за межами Російської Федерації;
2. жителі держав, що входили до складу СРСР;
3. вихідці (емігранти) з РРФСР, СРСР та Російської Федерації, що стали громадянами іноземної держави;
4. вихідці (емігранти) з РРФСР, СРСР та Російської Федерації, що мають вид на проживання або стали особами без громадянства;
5. нащадки осіб, що належать до вищевказаних груп, за винятком нащадків осіб титульних націй іноземних держав.

### Вимоги до учасників держпрограми
У програмі можуть взяти участь:
1. особи, які досягли 18-річного віку;
2. дієздатні та працездатні;
3. добре володіють російською мовою (усною та письмовою);
4. відповідні до інших вимог, встановлених державною та регіональною програмою суб'єкта Російської Федерації, обраного співвітчизником для переселення.

За умовами програми, на переселення в Російську Федерацію мають право такі родичі:
1. дружина (чоловік);
2. діти, у тому числі усиновлені або які знаходяться під опікою;
3. батьки учасника державної програми і його дружини (чоловіка);
4. рідні сестри і брати учасника державної програми і його дружини (чоловіка);
5. діти рідних сестер і братів учасника державної програми і його дружини (чоловіка), у тому числі # усиновлені або які знаходяться під опікою (піклуванням);
6. бабусі, дідусі, онуки учасника державної програми.

### Права та послуги
1. мають право здійснювати в Російській Федерації трудову діяльність без отримання дозволу на роботу.
2. забезпечуються необхідним житлом, якщо це передбачено регіональною програмою переселення.
3. отримання безкоштовної освіти;
4. отримання безкоштовної медичної допомоги в рамках ОМС;
5. отримання соціального захисту та посібників;
6. отримання послуг біржі праці та інше сприяння у працевлаштуванні.

### Компенсації для переселенців
1. Територіальні органи ФМС Росії компенсують учасникам Державної програми та членам їх сімей витрати, пов'язані з переселенням в РФ:
  1. Компенсація витрат на оформлення візи.
  2. Компенсація витрат на переїзд до майбутнього місця проживання та провезення особистого майна.
2. Виплата компенсації здійснюється за фактичними, документально підтвердженим видатках — квитках.
3. При цьому проїзд може бути здійснений:
  1. потягом (в купейному вагоні будь-якої категорії);
  2. літаком (в салоні економічного класу);
  3. пароплавом (в каюті II категорії річкового судна або в каюті III групи морського судна);
  4. автобусом.
4. Компенсація витрат на провезення особистого майна до нового місця проживання:
  1. родині до трьох осіб включно повністю компенсуються витрати на перевезення залізничним транспортом особистого майна п'ятитонним контейнером;
  2. сім'ї від трьох до шести чоловік можуть безкоштовно перевезти майно у двох п'ятитонних контейнерах;
  3. сім'ям понад шість чоловік держава оплачує перевезення в трьох п'ятитонних контейнерах.
5. Компенсація витрат на сплату державного мита за оформлення документів. У комплект документів, мито за які оплачує держава, входить:
  1. дозвіл на тимчасове проживання,
  2. вид на проживання,
  3. заяву про прийом до громадянства, набуття громадянства, поновлення у громадянстві, а також заяви про ## визначення належності до громадянства,
  4. видача паспорта громадянина Російської Федерації.
6. Допомога на облаштування («підйомні» гроші).
7. Отримання щомісячної допомоги за відсутності доходу в період до набуття громадянства Російської Федерації, але не більше ніж протягом шести місяців (на територіях пріоритетного заселення).
8. Ввезення транспортних засобів та іншого майна без сплати митних зборів, податків і зборів. При цьому транспортний засіб (автомобіль або причіп) повинен знаходитися у власності у переселенців і бути зареєстровано в державі попереднього проживання протягом шести місяців до дати переселення на постійне місце проживання.

## Чисельність переселенців за програмою по роках
За офіційними даними, в Росії прибуло і зареєструвалось у ФМС, співвітчизників та членів їх сімей:
- 2011 рік — 29 462[3]
- 2012 рік — 56 874[4]
- 2013 рік — 34 697[5]
- 2014 рік — 106 319[5]
- 2015 рік — 183 146[6]